# Georgische basketbalbeker
De Georgische basketbalbeker is de hoogste basketbalbekercompetitie in het basketbalsysteem van Georgië en wordt georganiseerd door de Georgische basketbalbond.
De Georgische basketbalbeker werd in 2003 opgericht in opvolging van de bekercompetitie die in de SSR Georgië werd gespeeld.